# HMCS Sackville (K181)
HMCS Sackville (K181) je korveta kanadského královského námořnictva třídy Flower. Korveta přečkala druhou světovou válku, po které byla vyřazena a později reaktivována jako výzkumná loď. Po definitivním vyřazení ze služby byla zachována jako muzejní loď v Halifaxu. Je to nejstarší dochovaná kanadská válečná loď a zároveň jediná dochovaná korveta třídy Flower.

## Stavba

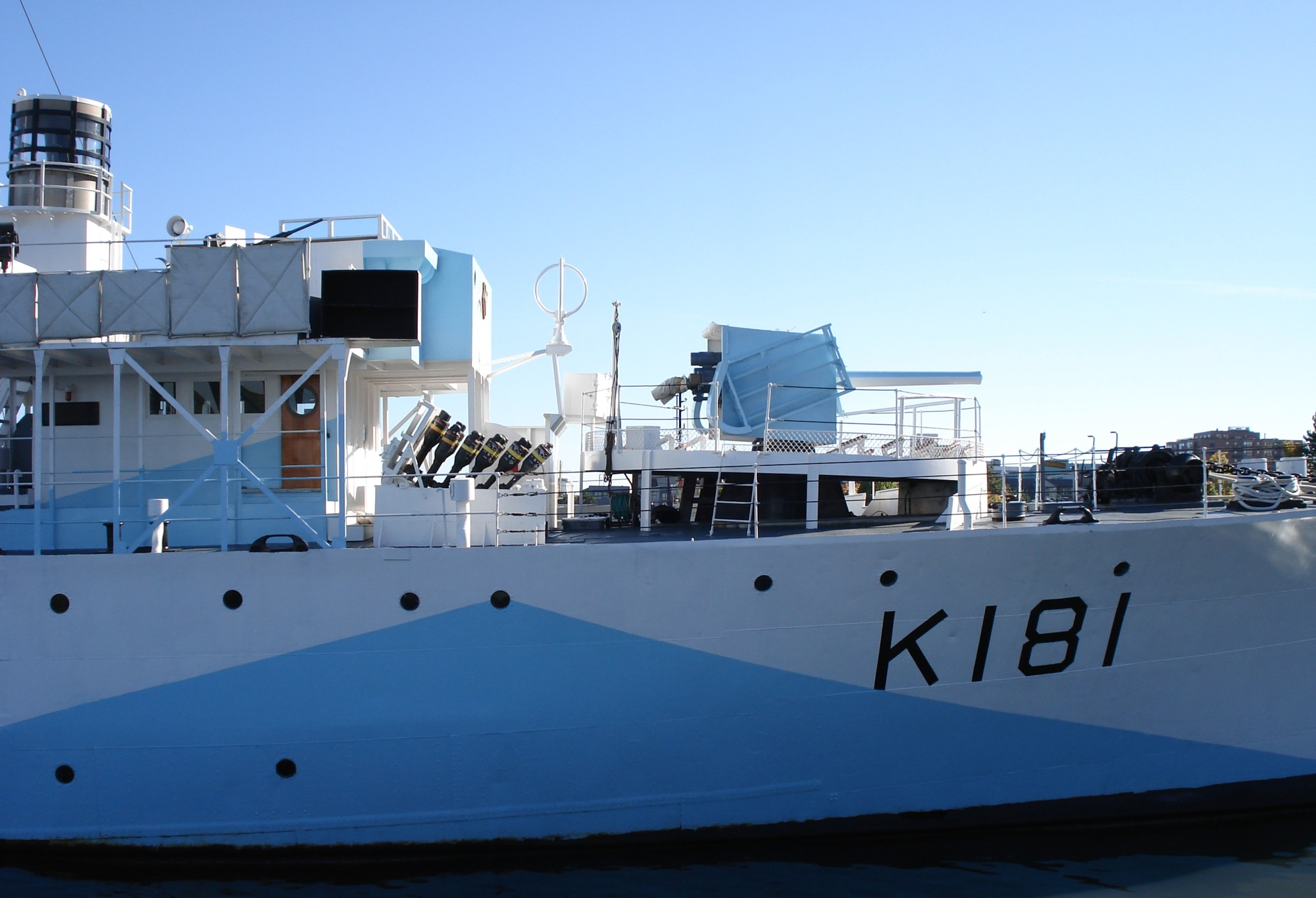
Detail přídě se 102mm kanónem a vrhačem Hedgehog

Korvetu postavila kanadská loděnice St. John Shipbuilding & Drydock Co. v St. John ve státě Nový Brunšvik. Do služby byla přijata 29. prosince 1941.

## Služba

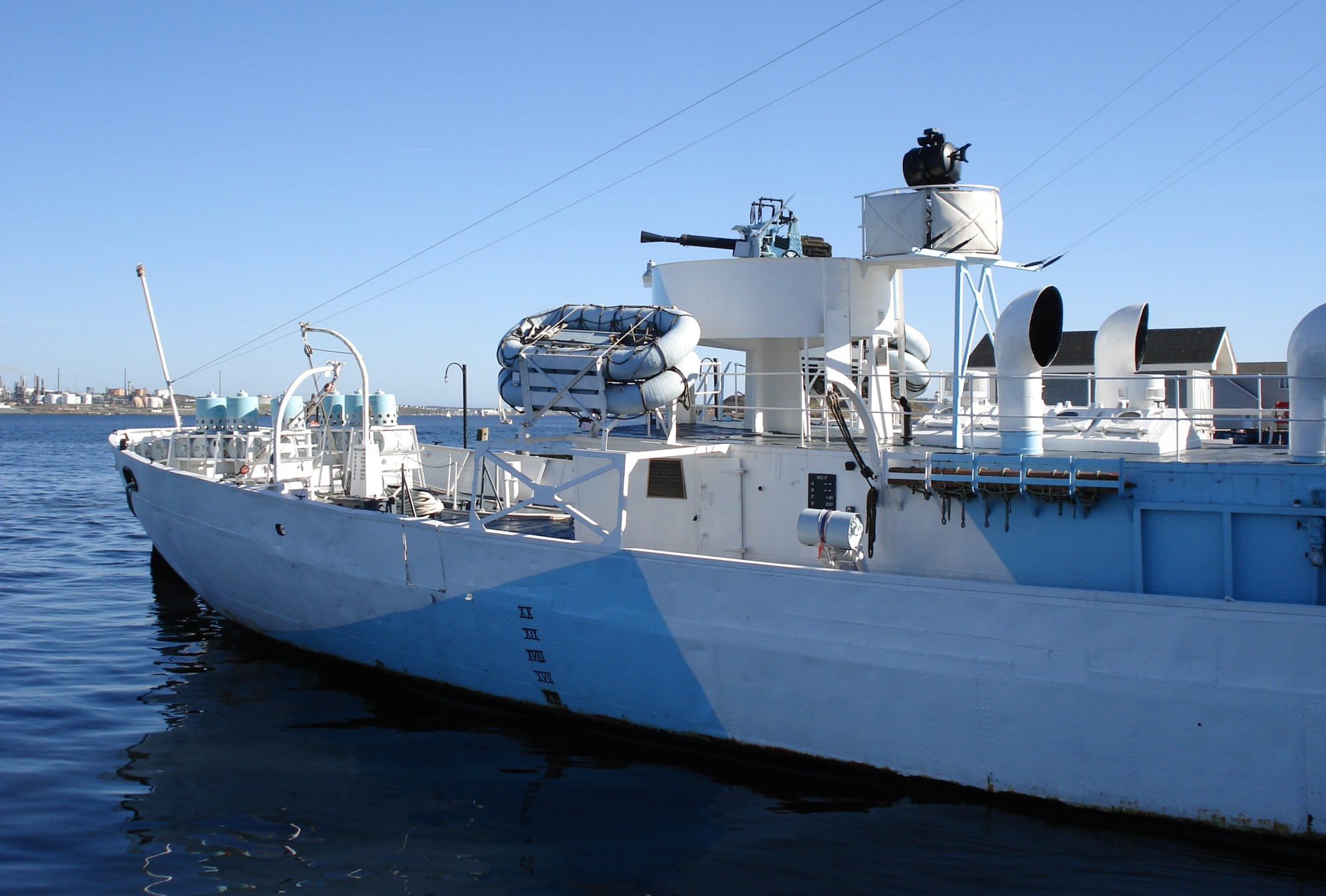
Detail zádě

Za druhé světové války byla korveta zapojena do doprovodu atlantických konvojů. Roku 1946 byla vyřazena, ale v 50. letech byla reaktivována jako loď pro výzkum rybolovu. V této roli sloužila až do roku 1982. Roku 1983 vznikla organizace Canadian Naval Memorial Trust (CNMT), která později provedla rekonstrukci plavidla, kterému byla navrácena podoba z roku 1944. Roku 1988 byla loď označena za Národní historické místo (National Historic Site). Plavidlo se těší velkému zájmu návštěvníků. Roku 2010 jej navštívili britská královna Alžběta II. a její manžel Princ Philip.